# Myopordon
Myopordon es un género de plantas con flores de la familia de las asteráceas. Comprende 6 especies descritas y de estas, solo 5 aceptadas.

## Taxonomía
El género fue descrito por Pierre Edmond Boissier y publicado en Diagnoses Plantarum Orientalium Novarum 1(6): 107. 1845[1846].

## Especies aceptadas
A continuación se brinda un listado de las especies del género Myopordon aceptadas hasta febrero de 2015, ordenadas alfabéticamente. Para cada una se indica el nombre binomial seguido del autor, abreviado según las convenciones y usos.
1. Myopordon aucheri Boiss. - Irán
2. Myopordon damavandica Mozaff.  - Irán
3. Myopordon hyrcanum (Bornm.) Wagenitz  - Irán
4. Myopordon persicum Boiss.  - Irán
5. Myopordon pulchellum (C.Winkl. & Barbey) Wagenitz - Líbano
6. Myopordon thiebautii (Genty) Wagenitz - Líbano, Siria, Turquía